# Méteren
Méteren [metʁɛn] est une commune française, située dans le département du Nord en région Hauts-de-France.

## Géographie

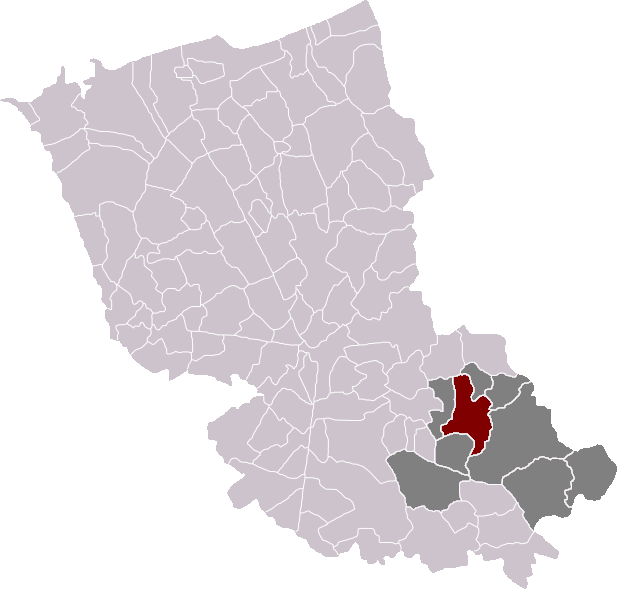
Méteren dans son canton et son arrondissement.

Méteren est située dans le département du Nord, jouxtant la ville de Bailleul et le Mont des Cats. Son territoire s'étend sur 1 844 hectares. Elle est traversée par la RD 933, la RD 42, la RD 18 et la RD 318. Deux échangeurs de l'autoroute A25 desservent le village.

### Communes limitrophes
| Godewaersvelde   | Berthen | Saint-Jans-Cappel |
| Flêtre           | Méteren | Bailleul          |
| Strazeele Merris |         |                   |

### Hydrographie

#### Réseau hydrographique
La commune est située dans le bassin Artois-Picardie. Elle est drainée par la Meteren Becque, la Becque de Flètre, la Courte Croix, les Quatre Fils Aymon,,.
La Meteren Becque, d'une longueur de 19 km, prend sa source dans la commune  et se jette  dans la Lys à Estaires, après avoir traversé sept communes.

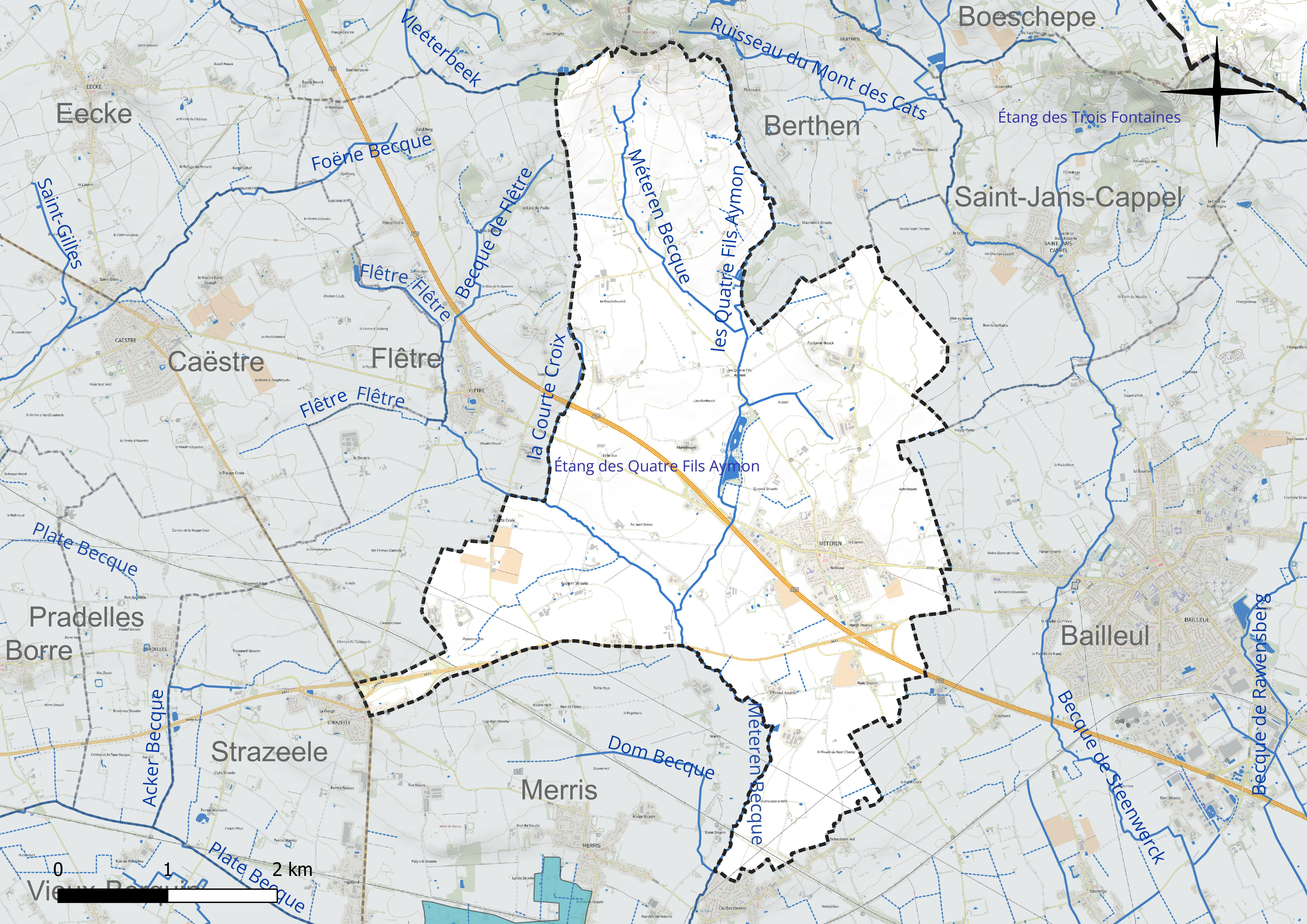
Réseau hydrographique de Méteren.

Un plan d'eau complète le réseau hydrographique : l'étang des Quatre Fils Aymon (4,3 ha),.

#### Gestion et qualité des eaux
Le territoire communal est couvert par le schéma d'aménagement et de gestion des eaux (SAGE) « Lys ». Ce document de planification concerne un territoire de 1 835 km2 de superficie, délimité par le bassin versant de la Lys. Le périmètre a été arrêté le 29 mai 1995 et le SAGE proprement dit a été approuvé le 6 août 2010, puis révisé le 20 septembre 2019. La structure porteuse de l'élaboration et de la mise en œuvre est le syndicat mixte pour l'élaboration du SAGE de la Lys (SYMSAGEL).
La qualité des cours d'eau peut être consultée sur un site dédié géré par les agences de l'eau et l'Agence française pour la biodiversité.

### Climat
Pour des articles plus généraux, voir Climat des Hauts-de-France et Climat du Nord.
En 2010, le climat de la commune est de type climat océanique dégradé des plaines du Centre et du Nord, selon une étude du CNRS s'appuyant sur une série de données couvrant la période 1971-2000. En 2020, Météo-France publie une typologie des climats de la France métropolitaine dans laquelle la commune est exposée à un climat océanique et est dans la région climatique  Côtes de la Manche orientale, caractérisée par un faible ensoleillement (1 550 h/an) ; forte humidité de l'air (plus de 20 h/jour avec humidité relative > 80 % en hiver), vents forts fréquents.
Pour la période 1971-2000, la température annuelle moyenne est de 10,5 °C, avec une amplitude thermique annuelle de 13,8 °C. Le cumul annuel moyen de précipitations est de 733 mm, avec 12,4 jours de précipitations en janvier et 8,8 jours en juillet. Pour la période 1991-2020, la température moyenne annuelle observée sur la station météorologique la plus proche, située sur la commune de Steenvoorde à 11 km à vol d'oiseau, est de 11,2 °C et le cumul annuel moyen de précipitations est de 727,8 mm,. Pour l'avenir, les paramètres climatiques de la commune estimés pour 2050 selon différents scénarios d'émission de gaz à effet de serre sont consultables sur un site dédié publié par Météo-France en novembre 2022.

## Urbanisme

### Typologie
Au 1er janvier 2024, Méteren est catégorisée bourg rural, selon la nouvelle grille communale de densité à sept niveaux définie par l'Insee en 2022.
Elle appartient à l'unité urbaine d'Armentières (partie française), une agglomération internationale regroupant dix  communes, dont elle est une commune de la banlieue,,. Par ailleurs la commune fait partie de l'aire d'attraction de Lille (partie française), dont elle est une commune de la couronne,. Cette aire, qui regroupe 201 communes, est catégorisée dans les aires de 700 000 habitants ou plus (hors Paris),.

### Occupation des sols
L'occupation des sols de la commune, telle qu'elle ressort de la base de données européenne d'occupation biophysique des sols Corine Land Cover (CLC), est marquée par l'importance des territoires agricoles (95,7 % en 2018), en diminution par rapport à 1990 (98 %). La répartition détaillée en 2018 est la suivante : 
terres arables (95,7 %), zones urbanisées (4,2 %), forêts (0,1 %). L'évolution de l'occupation des sols de la commune et de ses infrastructures peut être observée sur les différentes représentations cartographiques du territoire : la carte de Cassini (XVIIIe siècle), la carte d'état-major (1820-1866) et les cartes ou photos aériennes de l'IGN pour la période actuelle (1950 à aujourd'hui).

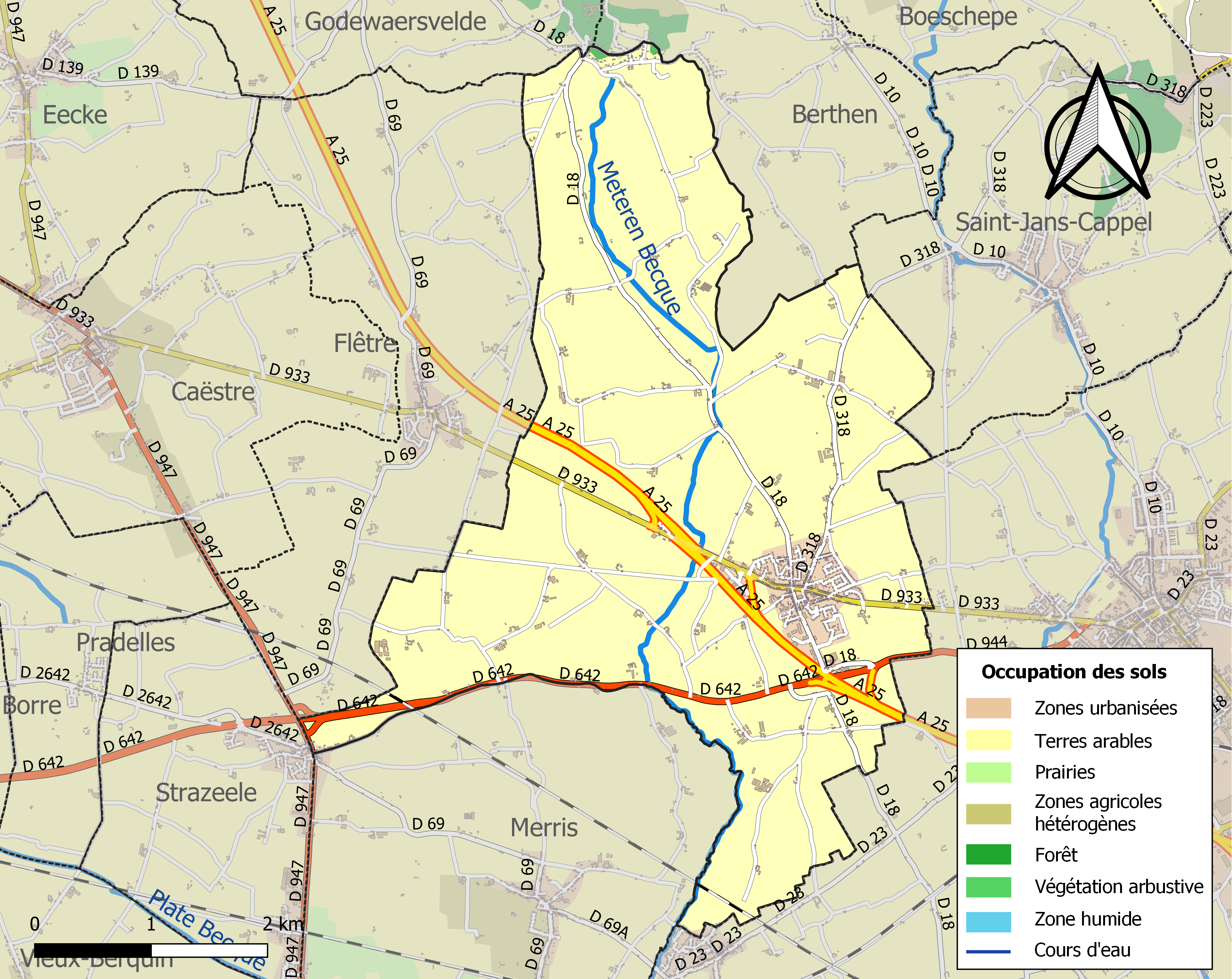
Carte des infrastructures et de l'occupation des sols de la commune en 2018 (CLC).

## Toponymie
Méteren est un hydronyme et viendrait de Matrona (divinité des sources et des cours d'eau). En 1158, le village est cité sous le nom de Matrenes (bulle du pape Alexandre III).
Le nom de la commune est Meteren en néerlandais, et Meeter (/me.tər/) en flamand occidental.

## Histoire

### Époque médiévale
Restes du château des seigneurs de Méteren. D'après Behague, il en est resté des vestiges jusque vers le milieu du XIXe s.,
sur la propriété dénommée dans le terrier “Hoog-Wal”; l'endroit s'appelait le fort (t'foort).
Du point de vue religieux, la commune était située dans le diocèse de Thérouanne puis dans le diocèse d'Ypres, doyenné de Bailleul.

### XIXesiècle
- 1851 : création du corps de sapeurs pompiers[23]

### Première Guerre Mondiale
- jeudi 8 octobre, les Allemands pillent la perception et emportent les 1252,97 F qui s'y trouvaient[24]. Arrestation du maire César Herreman
- mardi 13 octobre 1914, les Anglais délogent les Allemands du village. Mort du Lieutenant Artwood Morris.

Stationnement des troupes anglaises jusqu'en 1918.
- 1916 : la foudre tombe sur le clocher.
- 9 avril 1918 : évacuation du village.
- 12-17 avril 1918 11 000 obus tombent sur le village qui est alors rasé.

La commune reçoit donc la croix de guerre 1914-1918  le 1, juillet 1921.

### Entre-deux guerres
- 1919 : premiers ensemencements des champs[25]
- 22 avril 1919 : premier conseil municipal, avec  présents. Constatation de la perte des documents cadastraux de 1856. Décision de construire une maison provisoire sur la place.
- 6 mai 1919 : demande de baraquements pour loger les évacués
- fin mai 1919 : 850 habitants logeant des baraquements en demi lune couverts de tôles ou en bois.
- 25 août 1919 : demande à Alger de parrainer la commune.
- 10 décembre 1919 : première élections municipales
- 31 juillet 1921 : création d'une commission foncière pour la recherche et le rétablissement des limites de propriétés disparues.
- 8 février 1923 : approbation des plans de l'église, du presbytère, de la mairie et de la poste, proposés par les architectes Quételart et Pawlowsky.
- 9 juillet 1923 : pose de la première pierre de l'église.
- 11 novembre 1923 : inauguration des écoles publiques
- 28 juin 1925 : inauguration de la mairie, de l'hospice et de la poste.
- 20 novembre 1925 : création du syndicat intercommunal d'électrification.
- 22 avril 1926 : une famille de Méteren fête le baptême de son vingtième enfant, le Préfet du Nord est son parrain[26].
- 19 juin 1927 : inauguration et bénédiction de la nouvelle église par MgrGeorges Jansoone.
- juin 1928 : congrès diocésain eucharistique

### Seconde Guerre mondiale
En mai 1940, les bombes causent le bris des vitraux de l'église et quelques dégâts minimes sur la tour. Les réparations se firent dans les années 1950 car l'église était utilisable.

## Héraldique
| Blason de Méteren | Blason  | De gueules à deux clefs d'argent affrontées et passées en sautoir, et sur le tout un écusson d'or à trois cors de sable, liés de gueules. |
| Blason de Méteren | Détails | Le statut officiel du blason reste à déterminer.                                                                                          |

## Politique et administration

### Liste des maires

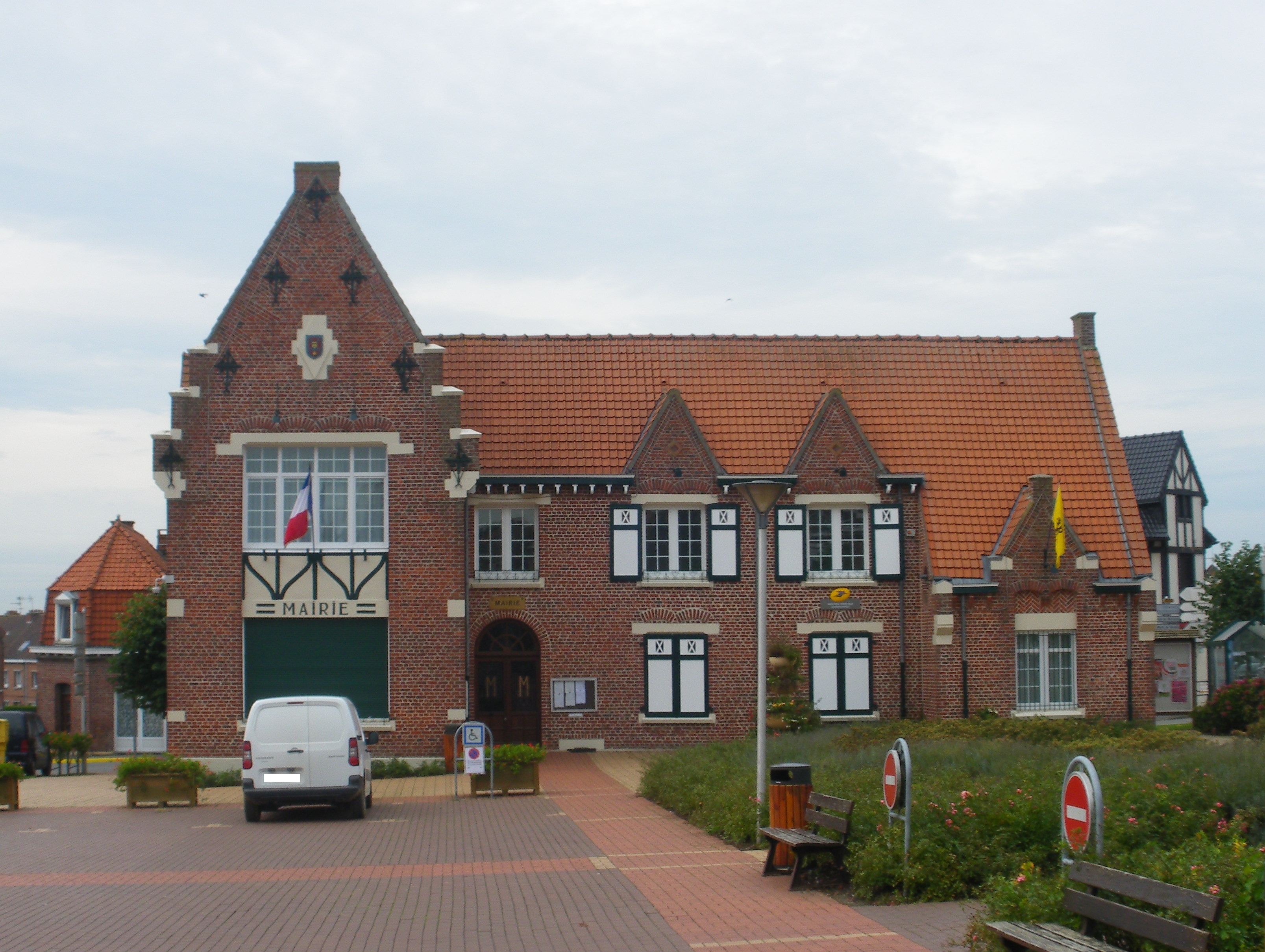
La mairie.

Maire de 1802 à 1807 : David Berteloot,.

Maire en 1881 : Decuive (Becuwe?) -Gantois.

## Population et société

### Démographie

#### Évolution démographique
L'évolution du nombre d'habitants est connue à travers les recensements de la population effectués dans la commune depuis 1793. Pour les communes de moins de 10 000 habitants, une enquête de recensement portant sur toute la population est réalisée tous les cinq ans, les populations de référence des années intermédiaires étant quant à elles estimées par interpolation ou extrapolation. Pour la commune, le premier recensement exhaustif entrant dans le cadre du nouveau dispositif a été réalisé en 2006.

En 2022, la commune comptait 2 230 habitants, en évolution de −2,15 % par rapport à 2016 (Nord : +0,51 %, France hors Mayotte : +2,11 %).
| 1793  | 1800  | 1806  | 1821  | 1831  | 1836  | 1841  | 1846  | 1851  |
| ----- | ----- | ----- | ----- | ----- | ----- | ----- | ----- | ----- |
| 2 225 | 2 175 | 2 269 | 2 228 | 2 362 | 2 514 | 2 506 | 2 512 | 2 639 |

| 1856  | 1861  | 1866  | 1872  | 1876  | 1881  | 1886  | 1891  | 1896  |
| ----- | ----- | ----- | ----- | ----- | ----- | ----- | ----- | ----- |
| 2 566 | 2 623 | 2 582 | 2 620 | 2 702 | 2 516 | 2 549 | 2 441 | 2 414 |

| 1901  | 1906  | 1911  | 1921  | 1926  | 1931  | 1936  | 1946  | 1954  |
| ----- | ----- | ----- | ----- | ----- | ----- | ----- | ----- | ----- |
| 2 369 | 2 400 | 2 316 | 1 652 | 1 852 | 1 770 | 1 703 | 1 659 | 1 763 |

| 1962  | 1968  | 1975  | 1982  | 1990  | 1999  | 2006  | 2011  | 2016  |
| ----- | ----- | ----- | ----- | ----- | ----- | ----- | ----- | ----- |
| 1 738 | 1 655 | 1 736 | 1 979 | 2 000 | 2 114 | 2 155 | 2 140 | 2 279 |

| 2021  | 2022  | - | - | - | - | - | - | - |
| ----- | ----- | - | - | - | - | - | - | - |
| 2 256 | 2 230 | - | - | - | - | - | - | - |

#### Pyramide des âges
La population de la commune est relativement jeune.
En 2018, le taux de personnes d'un âge inférieur à 30 ans s'élève à 35,0 %, soit en dessous de la moyenne départementale (39,5 %). À l'inverse, le taux de personnes d'âge supérieur à 60 ans est de 23,9 % la même année, alors qu'il est de 22,5 % au niveau départemental.
En 2018, la commune comptait 1 149 hommes pour 1 165 femmes, soit un taux de 50,35 % de femmes, légèrement inférieur au taux départemental (51,77 %).
Les pyramides des âges de la commune et du département s'établissent comme suit.
| Hommes | Classe d’âge | Femmes |
| ------ | ------------ | ------ |
| 0,5    | 90 ou +      | 2,1    |
| 5,5    | 75-89 ans    | 7,8    |
| 15,5   | 60-74 ans    | 16,3   |
| 20,3   | 45-59 ans    | 19,4   |
| 21,7   | 30-44 ans    | 20,8   |
| 15,9   | 15-29 ans    | 15,5   |
| 20,5   | 0-14 ans     | 18,1   |

| Hommes | Classe d’âge | Femmes |
| ------ | ------------ | ------ |
| 0,5    | 90 ou +      | 1,4    |
| 5,3    | 75-89 ans    | 8,1    |
| 14,8   | 60-74 ans    | 16,2   |
| 19,1   | 45-59 ans    | 18,4   |
| 19,5   | 30-44 ans    | 18,7   |
| 20,7   | 15-29 ans    | 19,1   |
| 20,2   | 0-14 ans     | 18     |

## Lieux et monuments

### L'église Saint-Pierre-Saint-Paul

#### L'ancienne église
C'était une église-halle construite en 1550 et entourée de son cimetière. On ne dispose pas d'information sur l'édifice médiéval. Selon Béhague, “elle était belle et spacieuse, avec ses trois vastes nefs aux voûtes élevées et sa tour massive qui la flanquait à l'ouest ”.
Le mobilier (détruit en 1918)
- Maître-Autel en bois doré de style Louis XV, retable de style renaissance avec la transfiguration de De Coninck
- Tribune et buffet d'orgue en style Louis XVI.
- Confessionnaux de style renaissance.
- Chaire d'époque Louis XV en chêne.
- Fonts en marbre, style Louis XVI.
- Christ en bronze des missions de 1891 : unique objet retrouvé dans les décombres.
- Vitraux de 1772, 1865 et 1879.

Vicissitudes
- 15 août 1566 : Mise à sac par les protestants.
- 1793 : célébrations des fêtes républicaines
- avril 1793 : mise en vente de l'église à Douai et adjugée à un citoyen Lillois.
- 13 décembre 1793 : le contenu de l'église est brûlé dans le cimetière.
- 1914 : sert d'infirmerie aux allemands
- 1916 : destruction du clocher par la foudre
- 17 avril 1918 : destruction totale de l'église (et du village)

#### Les églises provisoires
- La cuisine de la ferme de M. Vaneufville. La messe y fut célébrée le 13 octobre 1918 au 13 août 1919. Ce fut la première paroisse du décanat de Bailleul à reprendre sa vie religieuse[44]. On y célébra 3 mariages et 6 funérailles. Une plaque commémore cette utilisation.
- Baraquement provisoire en tôles, du 15 août 1919 jusqu'en juin 1927. Une cloche y est installée le 30 mai 1920.

#### La nouvelle église

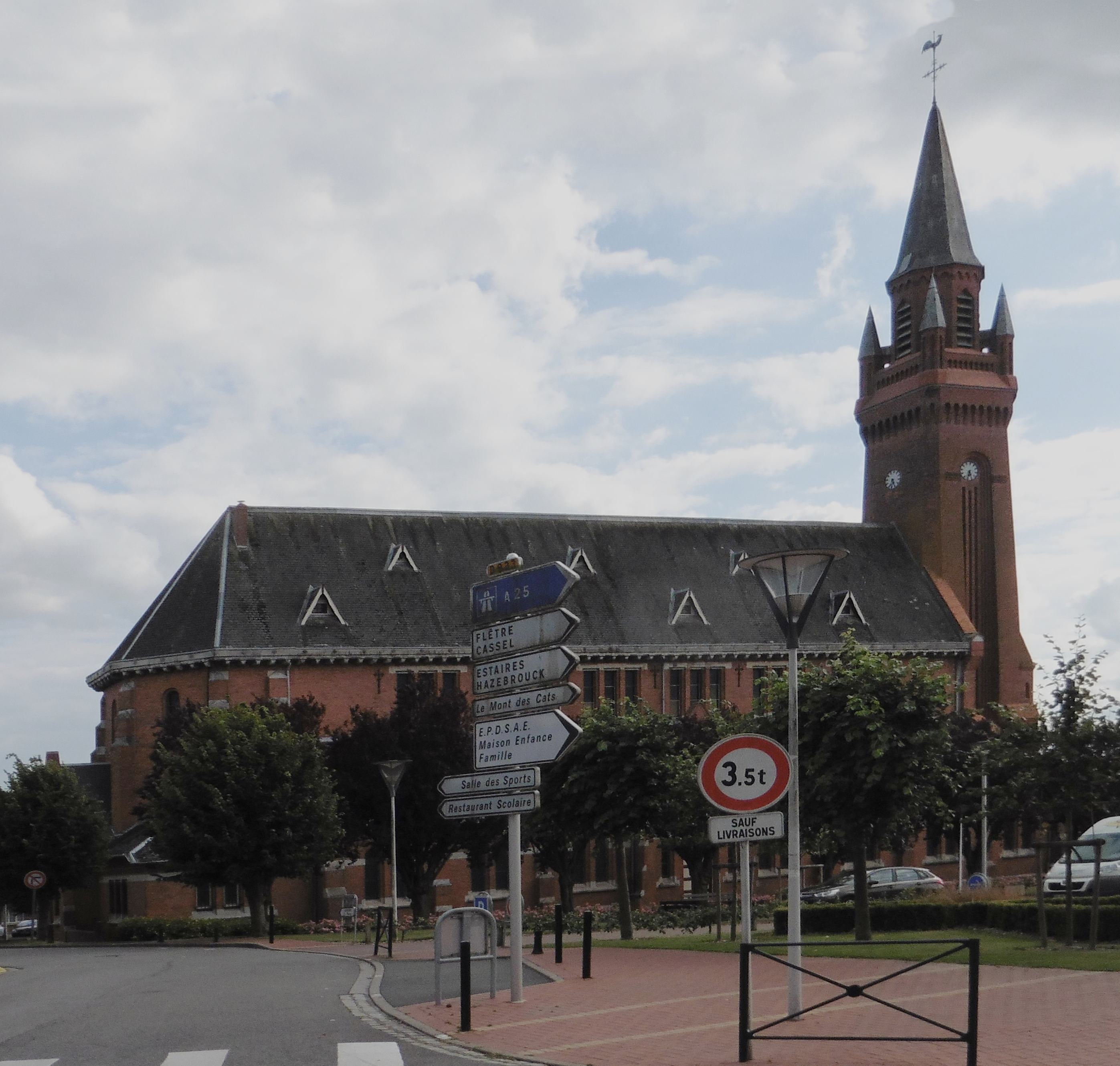
Meteren l'église Saint Martin

Portail de l'église.

La première pierre en est posée 9 juillet 1923. Elle est construite sous la direction des architectes Louis Quételart et André Pavlovsky. Bénie le 19 juin 1927, elle est de style néo-byzantin.
26 juin 1927 : baptême de la première cloche Omérine Léon qui sonne lesol, d'un poids de 660 kg
8 avril 1928 : baptême de Marie Renée qui sonne le fa et pèse  900 kg et de Hélène André qui tire le ré et pèse 1 270 kg.
- Aménagement de l'église
  - Maître-autel de Maurice Ringot, 1928
  - La chaire représentant les quatre évangélistes a été démontée. la cuve est devenue le nouvel autel alors que l'abat-voix est devenu l'ambon. De même que le banc de communion, le chemin de croix et les fonts baptismaux, ils sont de M. Ringot.
  - Le crucifix de la nef est le seul vestige de l'ancienne église
  - L'orgue de la tribune est factice. Le décor d'anges et de sainte Cécile est en sgraffite. L'orgue a été réalisé par les frères Coupleux, facteurs à Lille, en 1929 ; le décor de faïence a été réalisé par la S. A. Fourmaintraux et Delassus de Desvres (62)[45].
- Le décor peint
Le chœur est décoré d'une fresque sur toile marouflée représentant de gauche à droite :
sainte Marguerite-Marie Alacoque, saint François d'Assise, un saint évêque, saint Pierre, la vierge en pleurs, le christ crucifié, saint Jean, saint Paul, saint Louis, saint ? et sainte Thérèse. Le tout est surmonté de l'inscription Redemisti nos domine Deus in sanguine tuo". L'anecdote raconte qu'un vicaire de l'époque monta sur une échelle pour retoucher le regard du Christ, trop sévère à son goût.
- Les vitraux
Ils sont exécutés en 1960-61 par la maison Delannoy de Lille d'après les cartons originaux de la Maison Turpin. On y rajouta cependant une légende. Les douze paires mettent en parallèle des scènes de l'ancien et du nouveau testament. On trouve entre autres :
  - la guérison/la rédemption
  - Isaac chargé/Jésus surchargé
  - Joseph vendu/Jésus trahi
  - Jonas vaincu/Jésus vainqueur
  - Alléluia/Hosanna
  - Division/Unité
  - Église éternelle/Pierre premier pape
  - Terre promise/Sauveur donné
  - La création/La nativité
  - Révélation aux Juifs/Révélation aux nations
  - Pain et Vin/ Corps et Sang
- Cette église est l'un des six clochers de la paroisse Saint-Benoît-des-Monts.

### Monuments

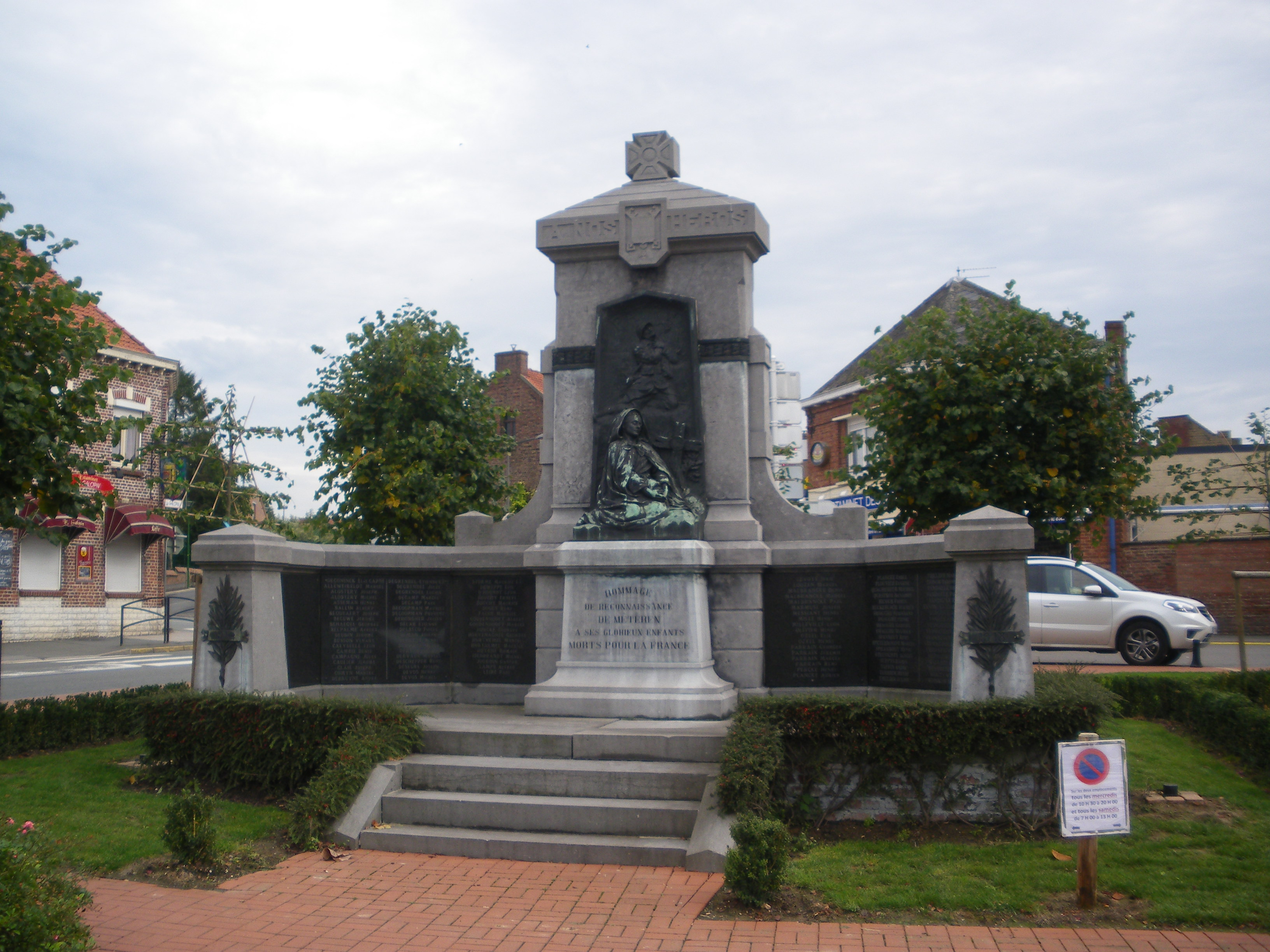
Le monument aux morts.

- Le monument aux morts, sculpté par Camille Debert, inauguré le 5 octobre 1924. Il porte l'inscription À nos héros
- Mausolée du Lieutenant Atwood MORRIS décédé le 13 octobre 1914. Après la guerre, sa famille demande que son corps ne soit pas transféré vers un cimetière militaire. Ils achètent le terrain en 1920. Ils y font construire un mausolée en forme de pagode sur lequel figure l'inscription In loving memory of Anthony George Atwood Morris lieutenant the King's Own Royal Lancaster Regiment born may 19th 1887, Killed in action oct 13th 1914 at Meteren in the Great War with Germany. Il faisait partie du King's Own Royal Regiment (Lancaster) (en)

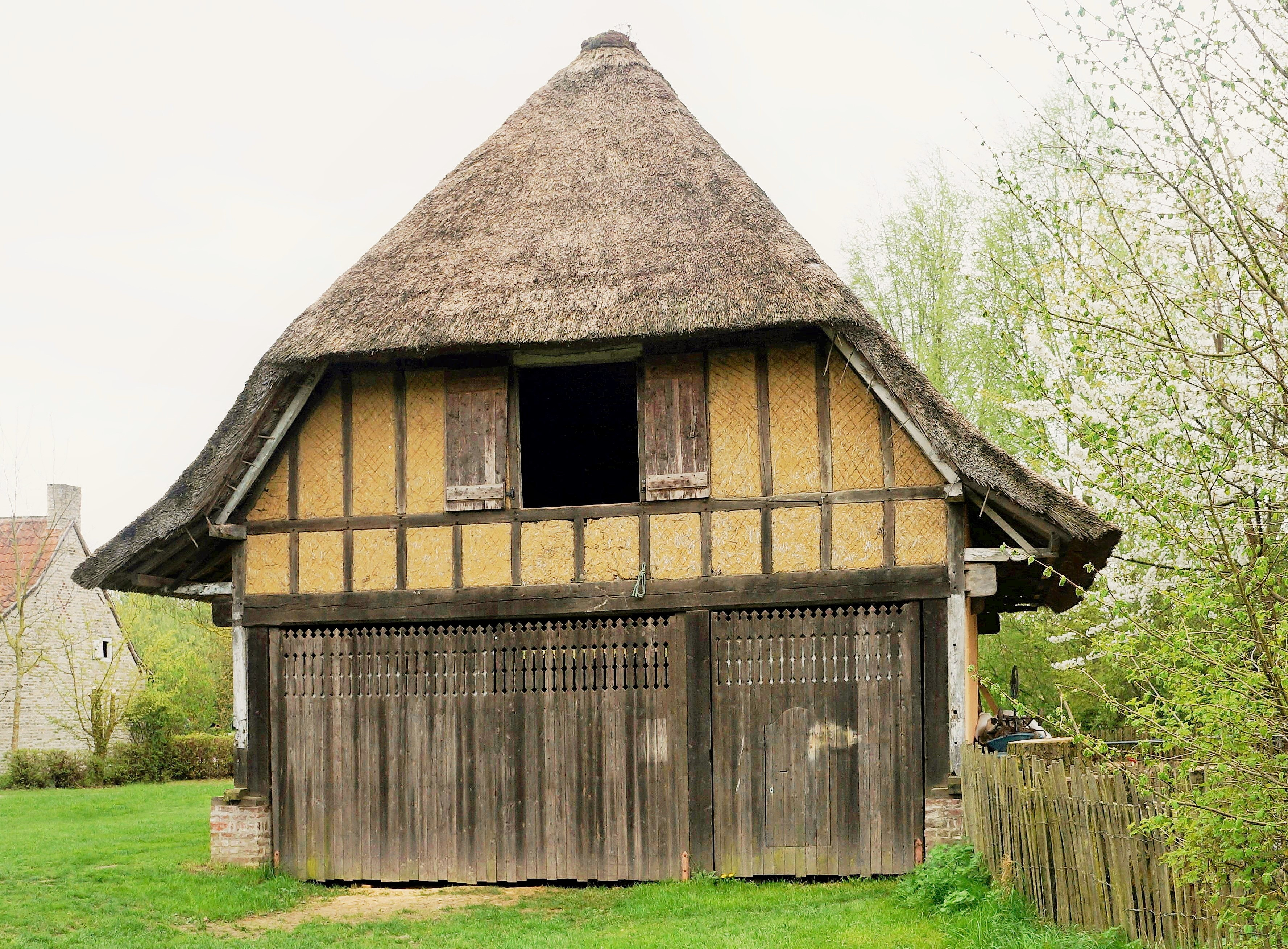
Le chartil de Meteren reconstitué au musée de Plein air de Villeneuve-d'Ascq.-

- Le chartil de Méteren, datant du XVIIe siècle, il était la dernière partie d'une hosfède. Une imposante et exceptionnelle toiture de chaume à pans coupés à la frisonne compose le toit s'élevant 6,40 mètres. L'ossature est composée d'un mur en torchis, composé de chaque côté de quatre poteaux placés sur la sablière basse, reposant sur un mur gouttereau en briques.

### Chapelles

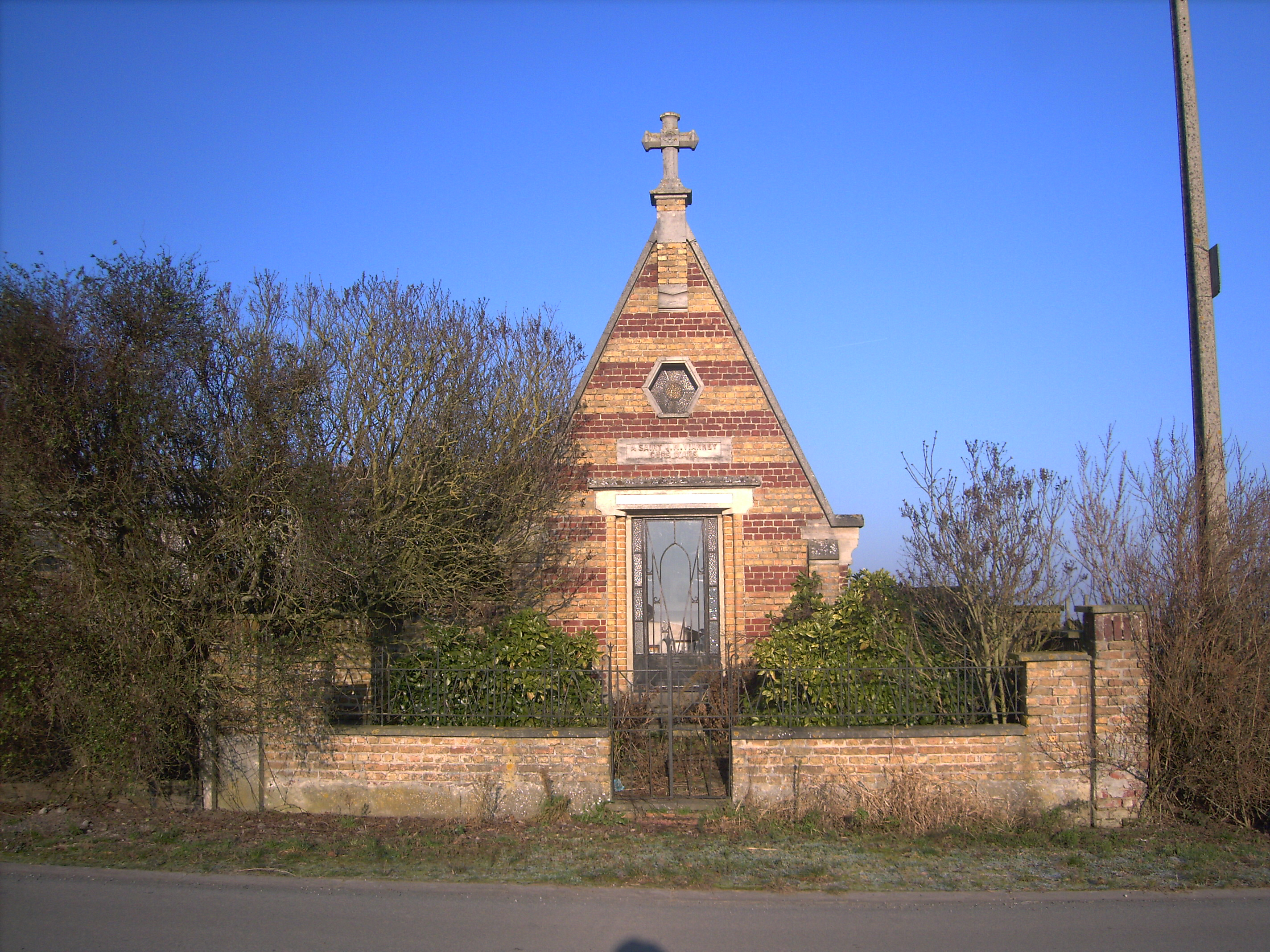
Chapelle dédiée au curé d'Ars.

- chapelle dédiée à Jean-Marie Vianney, curé d'Ars, première chapelle dédiée à ce vocable dans le diocèse de Lille, construite en 1932 à la demande de la famille Deman.

Située sur la RN42, route d'Hazebrouck à l'entrée de Strazeele (face au château d'eau), située à l'entrée de l'ancienne ferme Boddaert sur le territoire communal de Méteren. Architecture flamande remarquable.
Entrepreneur-architecte Gaston Ringot de Malo-les-Bains. Bénie par Mgr Georges Jansoone, en présence de l'abbé Joseph Woets
Monument commémoratif de marbre blanc.
Dernière messe "officielle" célébrée le 8 mai 1986 pour le bicentenaire de la naissance du Curé d'Ars par l'abbé Jean Coquant.
- Chapelle Notre-Dame du Mont-Carmel

Hoog Weg. attestée en 1856, reconstruite à l'identique après 1918. Inscription en flamand Waxht te verzetten uwoen voet. Eer gy Maria Carmelia groet  soit Attends de déplacer ton pied Honores-tu bien Marie du Carmel par un salut?
- Chapelle Notre-Dame de Lourdes
  - rue Neuve, reconstruite en 1918 Cœur immaculé de Marie PPN[48]
  - Zandstraeye (appelée aussi chapelle Scheercousse), 1875. L'intérieur est une grotte en grès ferrugineux.
  - rue Vyverput, 1880, restaurée en 1930.
  - Chemin de Merris, 1968. Il remplace une ancienne chapelle (1880) qui possédait un dôme à quatre pans.
- Chapelle Notre-Dame-des-Victoires

Water Straete. Existait avant 1914 et détruite pendant le conflit. Mais une suite de malheur étant survenue, elle fut reconstruite en 1930, sur le conseil des père Carmes d'Ypres.
- Chapelle Notre-Dame-de-l'Immaculée-Conception
  - Rue de la fontaine, après 1918
  - chemin de Merris, 1925. Demandée pour que cesse une suite de malheurs (décès, accidents)[50]
- Chapelle Notre-Dame-de-Consolation

Saint Omaers straete, 1890
- Chapelle du Sacré-Cœur

Rue Neuve
- Chapelle Sainte-Thérèse

Chemin Goddeloozenhouck (coin des athées), restaurée en 1984. Anciennement dédiée à Notre-Dame-du-Bon-Secours.

## Personnalités liées à la commune
- Mgr Casimir Alexis Joseph Wicart né à Méteren le 4 mars 1799 et décédé à Laval le 8 avril 1879. Il est nommé premier évêque de Laval en 1855.
- Pierre De Coninck, peintre né à Méteren 22 novembre 1828 et y décède le 5 juillet 1910.

## Pour approfondir